# ちゃーじ
『ちゃーじ』 は、2021年4月3日から放送されている東海テレビの情報番組。

## 概要
同枠では2014年4月より7年間にわたり『祭人魂』というドキュメンタリー番組が放送されてきたが、同番組の終了に伴い情報番組へ転換される。なお同局が土曜午前に情報番組を放送するのは、ぷれサタ!が終了した2013年3月以来8年ぶりである。

## 放送時間
- 土曜：11:10 - 11:45（2022年4月2日 - ）35分

### 過去の放送時間
- 土曜 11:20 - 11:45（2021年4月3日 - 2022年3月）25分

## 出演者
MC（司会進行役）
- はるな愛
- 谷村謙介（東海テレビアナウンサー）

リポーター
- 杉山真一（東海テレビアナウンサー、2021年7月3日-）
- 鈴木翔太（東海テレビアナウンサー、2022年7月2日-）

## 過去の出演者
- 前田輝（当時東海テレビアナウンサー。開始-2021年6月26日）
- 森夏美（当時東海テレビアナウンサー。-2024年9月28日）